# کرستین پترسمان
کرستین پترسمان (آلمانی: Cerstin Petersmann؛ زادهٔ ۲۷ نوامبر ۱۹۶۴) قایقران روئینگ اهل آلمان بود.